# Alain Besseche
Alain Adolphe Jules Constant Besseche (ur. 6 sierpnia 1929 w Saint-Brieuc, zm. 11 lipca 2020 w Echichens) – francuski szpadzista, złoty medalista mistrzostw świata.
Podczas mistrzostw świata w Sztokholmie w 1951 roku Francuzi w składzie: Alain Besseche, René Bougnol, Jacques Coutrot, Daniel Dagallier, Armand Mouyal i Armand Simon wywalczyli złoty medal w szpadzie drużynowej. Był to jego jedyny medal zdobyty w zawodach tego cyklu.
Był też drużynowym mistrzem kraju w 1951 roku.
Nigdy nie wziął udziału w igrzyskach olimpijskich.